# The Return of Superman (programa de televisión)
The Return of Superman (en hangul, 슈퍼맨이 돌아왔다; también conocido como Superman Returns y Superman is Back), es un programa de variedades o reality show de Corea del Sur y que se transmite en KBS 2TV o en KBS World. En Seúl el horario de emisión es los domingos a las 17:00h y los lunes a las 01:00h. The Return of Superman salió al mundo de la televisión en noviembre de 2013 y sigue actualmente. En un principio, este programa iba a ser tan solo un especial de tres episodios (el otro especial es 1Night 2 Days), que pertenecía a Happy Sunday por Chuseok (“el gran punto medio”, día de gracias por la buena cosecha), que se emitió del 19 al 20 de septiembre de 2013. Pero debido a la gran popularidad que obtuvo se hizo un hueco en la cadena y en noviembre de 2013 reemplazó al programa Mamma Mía que fue desplazado a la noche del miércoles, siendo de este modo parte de la alienación de Happy Sunday.

## Sinopsis
Padres famosos deben estar 48 horas semanales al cuidado de sus hijos sin la ayuda de nadie, incluyendo a sus respectivas esposas que durante este período de tiempo permanecen fuera de la vivienda familiar disfrutando de un tiempo de relax. Las esposas salen de casa antes de que comiencen las 48 horas y vuelven pasados los dos días para saludar a su familia. De este modo, padres e hijos pueden compartir más tiempo juntos, tiempo que por motivos de trabajo se ve reducido. Durante esas 48 horas, los padres deben realizar una serie de “misiones” puestas por sus esposas, con el objetivo de completarlas y explorar nuevas actividades con sus hijos. En ocasiones, amigos famosos de los padres se pasan a visitar a la familia y juegan con los niños.

## Formato
El programa es grabado con cámaras preparadas y camarógrafos que se encuentran escondidos en tiendas de campaña o casas de juguete dentro de la vivienda familiar de las celebridades participantes, de este modo se intenta no intervenir en la naturalidad del día a día de la familia. Familiares y amigos del padre, de vez en cuando, pueden aparecer en algún episodio. En cada episodio, como el programa pasa de una familia a otra continuamente (cada diez minutos aproximadamente), el narrador realiza una breve introducción para dar paso al siguiente segmento del episodio.

## Reparto

### Reparto actual
*Los niños están ordenados en la lista de mayor a menor edad. Las familias son ordenadas por orden de aparición en el programa.
| Duración                                                                                         | Padre                                     | Niño (s)                                                                             | Madre/Esposa                                      | Lugar de rodaje                        |
| ------------------------------------------------------------------------------------------------ | ----------------------------------------- | ------------------------------------------------------------------------------------ | ------------------------------------------------- | -------------------------------------- |
| 2016 - presente Ep 154 - presente                                                                | Sam Hammington Personalidad de televisión | Hijo: William Hammington (Jung Tae-oh) Fecha de nacimiento: 12 de julio de 2016      | Jung Yu-mi Ama de casa, ex propietaria de un café | Eungam, Eunpyeong, Seúl, Corea del Sur |
| 2016 - presente Ep 154 - presente                                                                | Sam Hammington Personalidad de televisión | Hijo: Bentley Hammington (Jung Woo-sung) Fecha de nacimiento: 8 de noviembre de 2017 | Jung Yu-mi Ama de casa, ex propietaria de un café | Eungam, Eunpyeong, Seúl, Corea del Sur |
| 2018 - presente Ep 239–314, 353–presente                                                         | Park Joo-ho Jugador de futbol profesional | Hija: Park Na-eun (Eden) Fecha de nacimiento: 11 de mayo de 2015                     | Anna Ama de casa                                  | Ulsan, Corea del Sur                   |
| 2018 - presente Ep 239–314, 353–presente                                                         | Park Joo-ho Jugador de futbol profesional | Hijo: Park Geon-hoo (Aciel) Fecha de nacimiento: 21 de agosto de 2017                | Anna Ama de casa                                  | Ulsan, Corea del Sur                   |
| 2018 - presente Ep 239–314, 353–presente                                                         | Park Joo-ho Jugador de futbol profesional | Hijo: Park Jin-woo (Élyséen) Fecha de nacimiento: 13 de enero de 2020                | Anna Ama de casa                                  | Ulsan, Corea del Sur                   |
| 2017, 2019 - presente Ep 286 - presente (miembro) 95, 273–274, 279, 283 (apariciones especiales) | Hong Kyung-min Cantante/Actor             | Hija: Hong Ra-won Fecha de nacimiento: 21 de abril de 2016                           | Kim Yuna Música de Haegeum                        | Seúl, Corea del Sur                    |
| 2017, 2019 - presente Ep 286 - presente (miembro) 95, 273–274, 279, 283 (apariciones especiales) | Hong Kyung-min Cantante/Actor             | Hija: Hong Ra-im Fecha de nacimiento: 1 de enero de 2019                             | Kim Yuna Música de Haegeum                        | Seúl, Corea del Sur                    |
| N/A                                                                                              | N/A                                       | Hijo: Zen Fecha de nacimiento: 4 de noviembre de 2020                                | Sayuri Fujita Personalidad de televisión          | N/A                                    |
| Duración                                                                                         | Narrador                                  | Narrador                                                                             | Narrador                                          | Narrador                               |
| 2020 - presente Ep 341 - presente                                                                | So Yoo-jin                                | So Yoo-jin                                                                           | So Yoo-jin                                        | So Yoo-jin                             |

### Ex reparto
*Las familias y los narradores se enumeran por orden de salida del programa.
| Duración                                                                | Padre                                                        | Niño(s)                                                                            | Madre/Esposa                                                      | Lugar de rodaje                              |
| ----------------------------------------------------------------------- | ------------------------------------------------------------ | ---------------------------------------------------------------------------------- | ----------------------------------------------------------------- | -------------------------------------------- |
| 2013 Especial de Chuseok Pt 1 - 3                                       | Lee Hyun-woo Cantante/Actor                                  | Hijo: Lee Dong-ha Fecha de nacimiento: septiembre, 2009                            | Yi Je-ni Conservadora de museo                                    | Seúl, Corea del Sur                          |
| 2013 Especial de Chuseok Pt 1 - 3                                       | Lee Hyun-woo Cantante/Actor                                  | Son: Lee Ju-ha Fecha de nacimiento: abril, 2011                                    | Yi Je-ni Conservadora de museo                                    | Seúl, Corea del Sur                          |
| 2014 Ep 25 - 31                                                         | Kim Jung-tae Actor                                           | Hijo: Kim Ji-hoo (Yakkung) Fecha de nacimiento: febrero de 2011                    | Jeon Yeo-jin Profesora de universidad                             | Busan, Corea del Sur                         |
| 2013 - 2014 Especial de Chuseok Pt 1 - 3 Ep 1 - 33                      | Jang Hyun-sung Actor                                         | Hijo: Jang Jun-woo (Junu) Fecha de nacimiento: 17 de julio de 2003                 | Yang Hee-jung Ama de casa                                         | Seúl, Corea del Sur                          |
| 2013 - 2014 Especial de Chuseok Pt 1 - 3 Ep 1 - 33                      | Jang Hyun-sung Actor                                         | Son: Jang Jun-seo Fecha de nacimiento: 29 de julio de 2007                         | Yang Hee-jung Ama de casa                                         | Seúl, Corea del Sur                          |
| 2013 - 2015 Ep 1 - 58                                                   | Tablo Rapero/Compositor                                      | Hija: Lee Ha-ru Fecha de nacimiento: 2 de mayo de 2010                             | Kang Hye-jung Actriz                                              | Seúl, Corea del Sur                          |
| 2015 Ep 59 - 103                                                        | Uhm Tae-woong Actor                                          | Hija: Uhm Ji-on Fecha de nacimiento: 18 de junio de 2013                           | Yoon Hye-jin Bailarina                                            | Opo, Gyeonggi, Corea del Sur                 |
| 2014 - 2016 Ep 34 - 116, 156                                            | Song Il-kook Actor                                           | Hijo: Song Dae-han Fecha de nacimiento: 15 de marzo de 2012 (Trillizo no idéntico) | Jeong Seung-yeon Juez de la Audiencia                             | Songdo, Incheon, Corea del Sur               |
| 2014 - 2016 Ep 34 - 116, 156                                            | Song Il-kook Actor                                           | Hijo: Song Min-guk Fecha de nacimiento: 16 de marzo de 2012 (Trillizo no idéntico) | Jeong Seung-yeon Juez de la Audiencia                             | Songdo, Incheon, Corea del Sur               |
| 2014 - 2016 Ep 34 - 116, 156                                            | Song Il-kook Actor                                           | Hijo: Song Man-se Fecha de nacimiento: 16 de marzo de 2012 (Trillizo no idéntico)  | Jeong Seung-yeon Juez de la Audiencia                             | Songdo, Incheon, Corea del Sur               |
| 2013-2017 Especial de Cuseok Pt 1 - 3 Ep 1 - 122, 155–160, 205-206, 250 | Choo Sung-hoon Luchador en la MMA                            | Hija: Choo Sa-rang Fecha de nacimiento: 24 de octubre de 2011                      | Shiho Yano Modelo                                                 | Minato, Tokio, Japón                         |
| 2016 Ep 127-162                                                         | Yang Dong-geun Actor/artista de Hip-hop                      | Hijo: Yang Joon-seo Fecha de nacimiento: 28 de marzo de 2013                       | Park Ga-ram Trabajadora de oficina / exmodelo de videos musicales | Samseong-dong, Gangnam, Seúl, Corea del Sur  |
| 2016 Ep 127-162                                                         | Yang Dong-geun Actor/artista de Hip-hop                      | Hija: Yang Joy Fecha de nacimiento: 11 de octubre de 2015                          | Park Ga-ram Trabajadora de oficina / exmodelo de videos musicales | Samseong-dong, Gangnam, Seúl, Corea del Sur  |
| 2016 Ep 129–162                                                         | Oh Ji-ho Actor                                               | Hija: Oh Seo-heun (Jibong-i.e.) Fecha de nacimiento: 30 de diciembre de 2015       | Eun Bo-ah Diseñadora de moda                                      | Seongsu-dong, Seongdong, Seúl, Corea del Sur |
| 2016 - 2017 Ep 117–182                                                  | Lee Beom-soo Actor                                           | Hija: Lee So-eul Fecha de nacimiento: 1 de marzo de 2011                           | Lee Yoon-jin Intérprete de inglés                                 | Gangnam, Seúl, Corea del Sur                 |
| 2016 - 2017 Ep 117–182                                                  | Lee Beom-soo Actor                                           | Hijo: Lee Da-eul Fecha de nacimiento: 21 de febrero de 2014                        | Lee Yoon-jin Intérprete de inglés                                 | Gangnam, Seúl, Corea del Sur                 |
| 2016, 2017 Ep 130-162 (miembro) 193 (apariciones especiales)            | In Gyo-jin Actor                                             | Hija: In Ha-eun Fecha de nacimiento: 4 de diciembre de 2015                        | So Yi-hyun Actriz                                                 | Namyang-ju, Gyeonggi-do, Seúl, Corea del Sur |
| 2016 - 2018 Ep 114–210                                                  | Ki Tae-young Actor                                           | Hija: Kim Ro-hee Fecha de nacimiento: 12 de abril de 2015                          | Eugene Actriz                                                     | Gangnam, Seúl, Corea del Sur                 |
| 2016 - 2018 Ep 114–210                                                  | Ki Tae-young Actor                                           | Hija: Kim Ro-rin Fecha de nacimiento: 2018                                         | Eugene Actriz                                                     | Gangnam, Seúl, Corea del Sur                 |
| 2013 - 2018 Especial de Cuseok Pt 1 - 3 Ep 1 - 220, 250, 287            | Lee Hwi-jae Comediante/MC/Actor                              | Hijo: Lee Seo-eon Fecha de nacimiento: 15 de marzo de 2013 (Hermano gemelo)        | Moon Jeong-won Florista                                           | Gangnam, Seúl, Corea del Sur                 |
| 2013 - 2018 Especial de Cuseok Pt 1 - 3 Ep 1 - 220, 250, 287            | Lee Hwi-jae Comediante/MC/Actor                              | Hijo: Lee Seo-jun Fecha de nacimiento: 15 de marzo de 2013 (Hermano gemelo)        | Moon Jeong-won Florista                                           | Gangnam, Seúl, Corea del Sur                 |
| 2018 Ep 227                                                             | Jo Jung-chi Cantante                                         | Hija: Eun-i Fecha de nacimiento: marzo de 2017                                     | Choi Jung-in Cantante y actriz                                    |                                              |
| 2018 - 2019 Ep 221–259                                                  | Bong Tae-gyu Actor                                           | Hijo: Bong Si-ha Fecha de nacimiento: 1 de diciembre de 2015                       | Hasisi Park Fotógrafa                                             | Jeongneung, Seongbuk, Seúl, Corea del Sur    |
| 2018 - 2019 Ep 221–259                                                  | Bong Tae-gyu Actor                                           | Hija: Bong Bon-bi (Bonvie) Fecha de nacimiento: 21 de mayo de 2018                 | Hasisi Park Fotógrafa                                             | Jeongneung, Seongbuk, Seúl, Corea del Sur    |
| 2019 Ep 268–278                                                         | Jang Beom-june Cantante                                      | Hija: Jang Jo-ah Fecha de nacimiento: 26 de julio de 2014                          | Song Seung-ah Actriz                                              | Seúl, Corea del Sur                          |
| 2019 Ep 268–278                                                         | Jang Beom-june Cantante                                      | Hijo: Jang Ha-da Fecha de nacimiento: 19 de septiembre de 2017                     | Song Seung-ah Actriz                                              | Seúl, Corea del Sur                          |
| 2017 - 2019 Ep 163–280                                                  | Ko Ji-yong Empresario / Ex cantante ídolo                    | Hijo: Ko Seung-jae Fecha de nacimiento: 6 de octubre de 2014                       | Heo Yang-lim Profesora / Doctora                                  | Bangbae-dong, Seocho-gu, Seúl, Corea del Sur |
| 2015 - 2019 Ep 89–298                                                   | Lee Dong-gook Jugador de futbol profesional                  | Hija: Lee Jae-si Fecha de nacimiento: 14 de agosto de 2007 (Gemela fraterna)       | Lee Soo-jin Ama de casa / ex concursante de Miss Corea            | Songdo, Incheon, Seúl, Corea del Sur         |
| 2015 - 2019 Ep 89–298                                                   | Lee Dong-gook Jugador de futbol profesional                  | Hija: Lee Jae-ah Fecha de nacimiento: 14 de agosto de 2007 (Gemela fraterna)       | Lee Soo-jin Ama de casa / ex concursante de Miss Corea            | Songdo, Incheon, Seúl, Corea del Sur         |
| 2015 - 2019 Ep 89–298                                                   | Lee Dong-gook Jugador de futbol profesional                  | Hija: Lee Seol-ah Fecha de nacimiento: 18 de julio de 2013 (Gemela fraterna)       | Lee Soo-jin Ama de casa / ex concursante de Miss Corea            | Songdo, Incheon, Seúl, Corea del Sur         |
| 2015 - 2019 Ep 89–298                                                   | Lee Dong-gook Jugador de futbol profesional                  | Hija: Lee Soo-ah Fecha de nacimiento: 18 de julio de 2013 (Gemela fraterna)        | Lee Soo-jin Ama de casa / ex concursante de Miss Corea            | Songdo, Incheon, Seúl, Corea del Sur         |
| 2015 - 2019 Ep 89–298                                                   | Lee Dong-gook Jugador de futbol profesional                  | Hijo: Lee Si-an (Daebak-i.e.) Fecha de nacimiento: 14 de noviembre de 2014         | Lee Soo-jin Ama de casa / ex concursante de Miss Corea            | Songdo, Incheon, Seúl, Corea del Sur         |
| 2019 - 2020 Ep 281–342                                                  | Moon Hee-joon Personalidad de televisión / Ex cantante ídolo | Hija: Moon Hee-yul (Jam-jam) Fecha de nacimiento: 12 de mayo de 2017               | Park Hye-kyeong (Soyul) Ex cantante idol                          | Hannam, Yongsan, Seúl, Corea del Sur         |
| 2020 Ep 315–362                                                         | Kang Gary Rapero                                             | Hijo: Kang Ha-oh Fecha de nacimiento: 15 de octubre de 2017                        | Kim Soo-jin                                                       | Jayang, Gwangjin, Seúl, Corea del Sur        |
| 2014, 2019–2021 Ep 32–39, 307-375                                       | Do Kyung-wan Presentador de noticias                         | Hijo: Do Yeon-woo (Kkom-kkomi) Fecha de nacimiento: 13 de junio de 2014            | Jang Yun-jeong Cantante de trot                                   | Seúl, Corea del Sur                          |
| 2014, 2019–2021 Ep 32–39, 307-375                                       | Do Kyung-wan Presentador de noticias                         | Hija: Do Ha-young Fecha de nacimiento: 9 de noviembre de 2018                      | Jang Yun-jeong Cantante de trot                                   | Seúl, Corea del Sur                          |
| Duración                                                                | Narrador                                                     | Narrador                                                                           | Narrador                                                          | Narrador                                     |
| 2013 Especial de Chuseok Pt 1 - 2                                       | Yoo Ho-jeong                                                 | Yoo Ho-jeong                                                                       | Yoo Ho-jeong                                                      | Yoo Ho-jeong                                 |
| 2013 - 2014 Ep 1 - 27                                                   | Chae Sira                                                    | Chae Sira                                                                          | Chae Sira                                                         | Chae Sira                                    |
| 2014 Ep 28 - 37                                                         | Shin Ae-ra                                                   | Shin Ae-ra                                                                         | Shin Ae-ra                                                        | Shin Ae-ra                                   |
| 2014 - 2015 Ep 38 - 59                                                  | Heo Su-gyeong                                                | Heo Su-gyeong                                                                      | Heo Su-gyeong                                                     | Heo Su-gyeong                                |
| 2015 Ep 93                                                              | Im Yoon-ah                                                   | Im Yoon-ah                                                                         | Im Yoon-ah                                                        | Im Yoon-ah                                   |
| 2015 Ep 96                                                              | Yoo In-na                                                    | Yoo In-na                                                                          | Yoo In-na                                                         | Yoo In-na                                    |
| 2015 Ep 97                                                              | Jang Hyun-sung                                               | Jang Hyun-sung                                                                     | Jang Hyun-sung                                                    | Jang Hyun-sung                               |
| 2017 Ep 185–188                                                         | Kim Hyo-jin                                                  | Kim Hyo-jin                                                                        | Kim Hyo-jin                                                       | Kim Hyo-jin                                  |
| 2015 - 2018 Ep 60–226                                                   | Jung Hye-young                                               | Jung Hye-young                                                                     | Jung Hye-young                                                    | Jung Hye-young                               |
| 2018 Ep 227–233                                                         | Oh Sang-jin Kim So-young                                     | Oh Sang-jin Kim So-young                                                           | Oh Sang-jin Kim So-young                                          | Oh Sang-jin Kim So-young                     |
| 2018 Ep 234–249                                                         | Do Kyung-wan Jang Yun-jeong                                  | Do Kyung-wan Jang Yun-jeong                                                        | Do Kyung-wan Jang Yun-jeong                                       | Do Kyung-wan Jang Yun-jeong                  |
| 2018 - 2019 Ep 253–255, 258–272                                         | Lee Su-ji                                                    | Lee Su-ji                                                                          | Lee Su-ji                                                         | Lee Su-ji                                    |
| 2019 Ep 273–306                                                         | Han Chae-ah                                                  | Han Chae-ah                                                                        | Han Chae-ah                                                       | Han Chae-ah                                  |
| 2019 - 2020 Ep 307–340                                                  | Lee Mi-do                                                    | Lee Mi-do                                                                          | Lee Mi-do                                                         | Lee Mi-do                                    |
| 2018 - 2021 Ep 253–256, 258–362                                         | Do Kyung-wan                                                 | Do Kyung-wan                                                                       | Do Kyung-wan                                                      | Do Kyung-wan                                 |
| 2021 Ep 363 - 382                                                       | Ha-ha                                                        | Ha-ha                                                                              | Ha-ha                                                             | Ha-ha                                        |

1. ↑  El hijo pequeño de Kim Jung-tae, Kim Si-hyun, quien tenía solo 2 meses de edad cuando él empezó a ser filmado para el programa, no será parte de este.
2. ↑  Ver  la sección "Controversias".
3. ↑  Primera aparición en el episodio 20 y 21. Oficialmente formó parte del reparto original en el episodio 25
4. ↑  La cara de Jeong, esposa de Song Il-kook, es difuminada cada vez que aparece en el programa para proteger su identidad debido a su ocupación como juez de Tribunal Superior.  Ella tampoco participa en las mini entrevistas como las otras madres/esposas de otras familias del reparto.
5. ↑  Heo Su-gyeong fue previamente una estrella invitada junto a su hija Byeol en el episodio 24 durante el segmento de Lee Hwi-jae.
6. ↑  El esposo de Jung Hye-young, Sean de Jinusean,  apareció previamente en varios episodios del programa durante la parte de los ex miembros del elenco Tablo y Haru. También, sus cuatro hijos junto con su marido aparecieron en el episodio 52 durante el segmento de Song Il-kook.

### Historia del reparto
- Lee Hyun-woo no pudo participar en el show cuando fue escogido en Happy Sunday debido a conflictos en el horario.
- Yoo Ho-jeong era la narradora original para el episodio 1 y 2 del especial de Chuseok, para el episodio 3 de estos episodios especiales no había narrador.
- Tablo y su hija Haru se unieron al elenco a partir del episodio 1 de la temporada 1, reemplazando el lugar que ocupaba Lee Hyun-woo.[15]
- Chae Sira se convirtió en la narradora a partir de la temporada 1, su última aparición fue en el episodio 27. Chae decidió dejar el programa debido a su apretado horario.
- Kim Jung-tae y su hijo Ji-hoo (Yakkung), estrellas invitadas en los episodios 20 y 21 como parte del segmento de Jang Hyun-sung, fueron invitados a unirse al elenco oficial por un intervalo de tiempo prolongado.[16]
- Shin Ae-ra asumió el papel como narradora a partir del episodio 28. Ella fue propuesta para unirse al programa debido a su reputación como una madre cariñosa en la vida real.[17]
- Kim Jung-tae y su hijo Yakkung optaron por dejar la serie después de la controversia causada cuando ellos asistieron a un mitin de una campaña de un político local. El episodio 31 fue el último de ellos dos.
- Jang Yoon-jung y  Do Kyung-wan serían elenco invitado del episodio 32. Ellos llenarán el lugar dejado por la salida de Kim Jung-tae y su hijo Yakkung. La pareja haría una crónica del nacimiento de su hijo.[18]
- La Agencia de Jang Hyun-sung, anunció el 24 de junio de 2014 que el actor y sus hijos dejarían el espectáculo debido a conflictos en el horario con la filmación de su drama Ceci Bon y de la película Love Wins. La última aparición de él y su familia es en el episodio 33.[19]
- El 25 de junio de 2014 se anunció que Song Il-kook se unirá al elenco de The Return of Superman junto con sus hijos trillizos. Su primer episodio salió al aire el 6 de julio.[20]
- El 20 de julio se anunció que Shin Ae-ra dejará el cargo como narradora de la serie para concentrarse en sus estudios en los Estados Unidos. Su último episodio fue el 27. Heo Su-gyeong, que apareció previamente como invitada en el programa, se hará cargo de ser la narradora.[21]
- El 1 de diciembre de 2014, Tablo y su hija Haru anunciaron que dejarían el espectáculo debido al horario conflictivo de Tablo con la promoción de su carrera musical y la filmación del show. El episodio 58 fue el último de ellos dos.[22]
- El 1 de diciembre se anunció que el actor Uhm Tae-Woong se uniría al programa junto a su hija Uhm Ji-en. El dúo padre/hija va a tomar el lugar dejado por la salida de Tablo y Haru.[23]
- El 6 de enero de 2015 se emitió un comunicado de prensa anunciando que la actriz y esposa de Sean de Jinusean, Jung Hye-young sería la narradora del programa a partir del episodio 60. No se dio razón alguna por la que se marcha la narradora actual Heo Su-gyeong.[24]

## Patrocinadores
LG es el patrocinador principal del programa. Todas las familias de "Superman" muestran o usan la tableta LG S Homeboy de Samsung a lo largo de cada episodio. Además de la tableta S Homeboy, cada familia usa o muestra productos que los patrocinan individualmente en el programa.
NOTA: Estos son solo productos que aparecen en el programa. No es una lista completa de todos los patrocinadores de cada miembro del elenco.
- Lee Hwi-jae -
  - Pañales Huggies
  - Cochecito de bebé Fedora[26]
  - Portabebés Manduca[27]
- Choo Sung-hoon -
  - Marca estilo de vida de Jimy's Charmer[28]
  - Ropa para niños allo&lugh[29]
  - Yogur de Seoul Milk
  - DreamB Kidsmat
  - New Balance[30]
- Tablo -
  - Ropa Black Yak[31]
  - MOLDIR[32]
- Song Il Gook -
  - Samsung Electronics

## Controversias
- El 5 de junio de 2014, en el sitio de internautas en el foro Daum Agora, se comenzó a pedir que Kim Jung Tae y su hijo Yakkung fuesen eliminados del programa debido a que él y su hijo asistieran a un mitin de una campaña electoral el 1 de junio de 2014 para Na Dong-yeon quien era candidato para ser alcalde de Gyung-Nam, Yangsan. Na Dong-yeon, más tarde, emitió un comunicado pidiendo disculpas a Kim Jung-tae y su hijo Yakkung por la controversia y aseguró que el actor y su hijo no estaban allí para hacer campaña por él.[33] El 10 de junio un representante de Kim Jung-tae confirmó que él y su hijo Yakkung habían decidido dejar el programa ante la controversia política suscitada.[34]

En junio de 2014 se publicó un artículo expresando las quejas por parte de los internautas de que el programa promovía demasiado a los artistas de YG Entertainment ya que había muchas estrellas invitadas bajo la gestión de YG para los segmentos de Jang Hyun-sung y Tablo, quienes también están bajo el mando de YG.
- En el episodio 42, que fue emitido el 31 de agosto de 2014, los productores del programa le dieron un derechazo a su rival Dad! Where Are We Going?, con juegos de palabras en los subtítulos que hacían referencia a este, durante el segmento de Tablo.[37]
- Los espectadores mostraron sus quejas respecto a que las madres aparecen el show con demasiada frecuencia. Las quejas iban dirigidas principalmente a la familia de Tablo debido a que su esposa Hyejung aparece en la totalidad de los episodios 52 y 53.[38]
- Los espectadores se quejaron respecto a la edición de una escena en el episodio 53, donde los trillizos Song, Daehan, Minguk y Manse, se pelean por un juguete. Los espectadores se quejaron de que el título y la edición no muestran los verdaderos hechos de lo ocurrido.[39]

## Versión Internacional
En abril de 2014, el canal chino Zhejiang Television (ZJTV) comenzó a emitir la versión china de "Superman is Back","Dad is Back", protagonizada por el antiguo miembro de la boy band taiwanesa Fahrenheit Wu Chun, el productor cinematográfico Zhong Lei Wang, el actor Jia Nailiang, y el antiguo gimnasta olímpico Li Xiapeng. El show colabora con los productores de la versión coreana de la KBS y siguen el mismo concepto, a excepción del narrador. El título de la versión china se cambió para aclarar los rumores de plagio.

## Premios y nominaciones
| Año  | Premio                        | Categoría                                                | Nominado                      | Resultado |
| ---- | ----------------------------- | -------------------------------------------------------- | ----------------------------- | --------- |
| 2013 | 12th KBS Entertainment Awards | Premio Mejor Entertainer                                 | Choo Sung-hoon                | Ganador   |
| 2013 | 12th KBS Entertainment Awards | Premio Mejor Revelación Masculina en Variedades          | Jang Hyun-sung                | Nominado  |
| 2013 | 12th KBS Entertainment Awards | Premio Especial de los Productores                       | Lee Hwi-jae                   | Ganador   |
| 2013 | 12th KBS Entertainment Awards | Premio a la Excelencia Masculina en Variedades           | Choo Sung-hoon                | Nominado  |
| 2013 | 12th KBS Entertainment Awards | Premio a la Excelencia Masculina en Variedades           | Tablo                         | Nominado  |
| 2013 | 12th KBS Entertainment Awards | Premio a la Excelencia Masculina en Variedades           | Choo Sung-hoon                | Nominado  |
| 2013 | 12th KBS Entertainment Awards | Premio a la Excelencia Masculina en Variedades           | Tablo                         | Nominado  |
| 2013 | 12th KBS Entertainment Awards | Mobile TV: Premio de Popularidad                         | Los niños de Superman is Back | Ganador   |
| 2013 | 12th KBS Entertainment Awards | Elección de los Espectadores: Premio al Programa del Año | Happy Sunday Superman is Back | Nominado  |
| 2013 | 12th KBS Entertainment Awards | Premio al Mejor Devorador                                | Choo Sarang                   | Nominada  |
| 2014 | 50th Baeksang Arts Awards     | Programa de Variedades                                   | Superman is Back              | Nominado  |
| 2014 | 13th KBS Entertainment Awards | Elección de los Espectadores: Premio al Programa del Año | Happy Sunday Superman is Back | Ganador   |
| 2014 | 13th KBS Entertainment Awards | Premio a la Excelencia Masculina en Variedades           | Choo Sung-hoon                | Ganador   |
| 2014 | 13th KBS Entertainment Awards | Premio Especial de los Productores                       | Lee Hwi-jae                   | Ganador   |
| 2014 | 13th KBS Entertainment Awards | Premio Especial de los Productores                       | Song Il-kook                  | Ganador   |
| 2014 | 13th KBS Entertainment Awards | Mobile TV: Premio de Popularidad                         | Los niños de Superman is Back | Ganador   |
| 2014 | 13th KBS Entertainment Awards | Premio de los Guionistas                                 | Kim Jung Sun                  | Ganador   |